# Oxyopes calcaratus
Oxyopes calcaratus är en spindelart som beskrevs av Schenkel 1944. Oxyopes calcaratus ingår i släktet Oxyopes och familjen lospindlar. Inga underarter finns listade i Catalogue of Life.